# Calila y Dimna

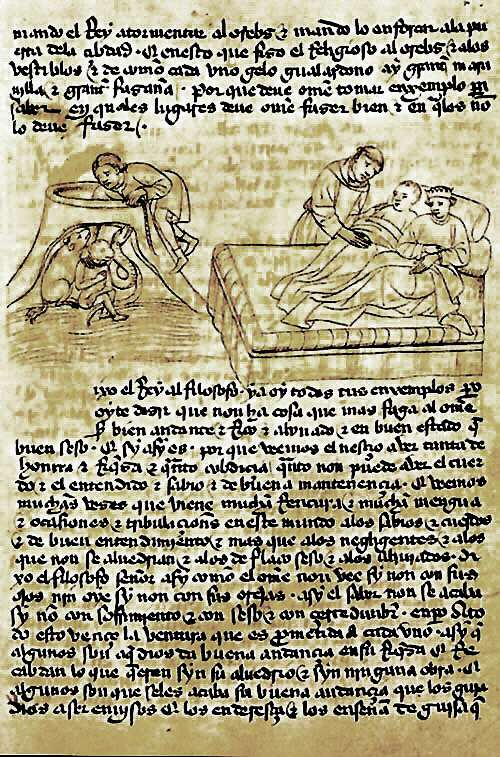
Manuscrit de Calila e Dimna

Calila y Dimna (« Kalila et Dimna ») est la traduction d'une œuvre de la littérature orientale (le Kalila wa-Dimna en arabe) en castillan, probablement à la demande d'Alphonse X le Sage encore enfant. Cette traduction, qui prend la forme d'une collection de contes, date de 1251.

## Contenu
De toutes les nombreuses œuvres en relation avec Alphonse X, le Kalila e Dimna est la plus littéraire. Son matériau narratif provient de la littérature orientale. On y trouve la traduction fidèle du texte arabe du Kalîla wa Dimna (كليلة ودمنة) qui sera diffusé ensuite dans toute l'Europe. Ce dernier texte est lui-même la traduction que l'iranien Ibn al-Muqaffa a faite en arabe au VIIIe siècle à partir du Pañchatantra indien (œuvre datée vers l'an -300). En 570, il a été traduit en moyen-persan (ou perse littéraire) et quelques années plus tard en syriaque.
Le livre se rattache aux manuels sapientiaux pour l'éducation des princes à cause du schéma par questions et réponses entre le roi et un philosophe, qui donne lieu à des contes exemplaires ou exempla racontés et joués par des animaux : un bœuf, un lion et deux chacals appelés « Calila » et « Dimna », qui sont ceux qui rapportent la majeure partie des contes, très souvent imbriqués les uns dans les autres comme des « poupées russes ». Les monologues introspectifs abondent et le dialogue est utilisé dans un but dramatique. La localisation est très sommaire et l'action assez rare. Une structure très similaire est utilisée dans le livre de Don Juan Manuel, El conde Lucanor (XIVe siècle).

## Datation
Le Calila e Dimna nous est parvenu sous forme de deux manuscrits dénommés A et B. Selon le colophon du manuscrit A, du premier tiers du XVe siècle (ms. h-III-9 de la Bibliothèque de l'Escurial), le livre « fut tiré de l'arabe en latin, et puis en roman par ordre de l'infant don Alphonse [...] était de mill e dozientos e noventa y nueve años » (= 1299). Cependant, comme la version en castillan est très fidèle à la version arabe, on peut écarter l'existence d'une traduction intermédiaire latine. Le fait que l'on appelle « infant » don « Alphonse » (couronné roi en 1252) a fait remonter la date de composition à 1251, ce qui en ferait la première œuvre de fiction complète de la littérature en prose de la Péninsule.

## Structure
La structure principale de l'œuvre est la conversation entre le roi Dicelem et son alguazil-philosophe Burduben, bien qu'on trouve d'autres structures (contes imbriqués l'un dans l'autre). L'œuvre a trois parties clairement différenciées : 
- L'introduction d'Al-Muqaffa, qui est une apologie du savoir et de son caractère éminemment pratique (dans celle-ci, on trouve des exempla).
- L'histoire de Bercebuey (chapitres I et II). Le premier décrit son voyage en Inde à la recherche de la sagesse, le second est, en réalité, un de contemptu mundi.
- L'histoire proprement de Calila et Dimna. Dans celle-ci, à son tour, nous pouvons distinguer deux parties :
  - Une composée par les chapitres III-VI qui sont les plus complexes en ce qui concerne la composition et les plus proches du Pañchatantra.
  - Une autre, qui comprend le reste des chapitres, et qui suit des schémas simples et avec des parallèles orientaux moins clairs.

## Postérité
Un exemplaire du livre a été offert à la reine Jeanne de Navarre, qui a souhaité en avoir une traduction en latin. Raymond de Béziers a commencé ce travail, interrompu par la mort de la reine en 1305. Puis il a repris sa traduction en s'aidant de celle de Jean de Capoue. Le livre achevé a été présenté à Philippe le Bel en 1313, le jour symbolique de la Pentecôte, qui célèbre le don offert aux Apôtres de diffuser la Bonne Nouvelle dans toutes les langues. Dans cette version de l'histoire, Kalila et Dimna ne sont plus des chacals ni des loups, mais des renards, et Borzouyeh se convertit à la religion chrétienne,.

## Éditions
- Calila e Dimna, ed. introducción y notas de Juan Manuel Cacho Blecua y María Jesús Lacarra, Madrid, Castalia (col. « Clásicos Castalia », 133), 1984.